# 石館守三
石館 守三（いしだて もりぞう、1901年1月24日 - 1996年7月18日）は、日本の薬学者、薬理学者。日本の薬学界のパイオニア。ハンセン病治療薬「プロミン」を合成し、多くのハンセン病患者を救った。また、日本初のがん化学療法剤ナイトロミン（ナイトロジェンマスタードN-オキシド）を創製した。東京大学薬学部初代学部長、名誉教授、薬学博士、元日本薬剤師会会長。
放送作家・アニメーション監督の石ダテコー太郎は孫。

## 略歴
1901年、青森県青森市、喜久造・みきの三男として薬種商を営む裕福な商家に生まれた。1918年、青森県立青森中学校を卒業、1919年第二高等学校理科二類に進学。中学を卒業して浪人中の夏、療養所でハンセン病患者に初めて遭遇し、衝撃を受ける。1922年第二高等学校卒業、東京帝国大学医学部薬学科入学。3年のときから朝比奈泰彦教授に師事した。1926年には倉田清・芳子の長女光子と結婚。1930年、薬学博士となる。1936年、生薬・植物化学研究のためドイツへ留学、1938年、帰国。東北帝国大学の黒川利雄、吉田富三らとの共同研究を経て、日本における合成がん化学療法剤第一号「ナイトロミン」を開発。1942年東京帝国大学教授。1946年、ハンセン病治療薬「プロミン」合成、国内の多くの患者を救う。1958年、東京大学初代薬学部長に就任。1965年、国立衛生試験所所長に就任。1970年12月日本薬剤師会会長に就任し以後約12年間勤めた。1974年、笹川良一に出会い、財団法人笹川記念保健協力財団を設立、世界の多くのハンセン病患者を救った。1996年これらの功績が認められ、日本キリスト教文化協会よりキリスト教功労者の表彰を受ける。同年、東京都杉並区の自宅にて逝去。

## エピソード
- 1970年の中央薬事審議会会長時代、整腸剤キノホルムが疑わしいとまだ灰色の段階で販売・使用中止の答申を出し、スモン病の発生を絶った。
- 「戦争の末期にこのプロミンがらい治療に卓効がありとの簡単なニュースが入ってきた。私は早速少しばかりのサンプルを持って当時の全生園の林園長にその試験を依頼した。結核に多少とも効果があるものは、らいに試験するのが定石であったが、過去の失敗にこりて、患者は新しい薬にたいしては絶望的で誰一人試験を希望するものがいない。学者はわれわれの体を実験台にするのだと、むしろ反抗的空気が強かった。この時唯一人結節らいの重傷者で、中国の戦地から帰ってきた青年で、どうせ先の見込みのない自分だから私にやってみて下さいと申し出た者がいた。これに約60日間、1日置きに静注したところ、全く奇蹟的に顔面の結節が落ち、失明寸前の眼もかなり回復したとの報告を受けた。私が再び患者を見舞ったときは、その青年は私に飛びつかんばかりの感激で顔を輝かしていた。」[2]
- 日本薬剤師会会長就任時のエピソードとして会長退任時に「薬業の家に生まれて、青年時代の発心であった日本の薬学・薬業のために尽くすことを自分の使命とした初心と、そして日本の薬剤師職能のおかれている現状に思いを致し、日薬が私を必要とするなら、そのために余命を捧げることに意義を感じ、反対を押し切って引き受けた。」と語っており後に、「青森の薬種問屋に生を受け、本当はお前が跡を継ぐのだぞと云われたお父上の願いを果たせなかった。日薬の会長になることで少しでもその責めを果たせるか、とも考えた」としている。[3]
- 日本薬剤師会会長時に日本病院薬剤師会が日本薬剤師会から独立し社団法人化されている。「開局薬剤師、病院薬剤師、一般勤務薬剤師を問わず、いやしくも薬剤師として業務に携わるものは一体となって、日本薬剤師会に参加すべきである。病院薬剤師は、その職域において独自の問題に取り組み、社団法人として成長することは理解できる」として了承した[4]。

## 受賞歴
- 1933年 服部報公会賞
- 1943年 帝国学士院賞
- 1946年 日本薬学会賞
- 1961年 青森市褒章、日本分析化学会名誉会員
- 1971年 従四位勲二等旭日重光章、米国薬剤師会名誉会員
- 1972年 パリ大学名誉博士、パリ大学薬学部アカデミー会員
- 1973年 第三回「佐藤尚武郷土大賞」
- 1977年 日本癌学会名誉会員
- 1983年 環境庁長官表彰
- 1989年 タイ王国王冠勲章
- 1991年 中華人民共和国衛生奨、大韓民国国民勲章牡丹章
- 1994年 アジア薬剤師連合会・特別功労賞
- 1996年 キリスト教功労者の表彰

## 論文
- 国立情報学研究所収録論文

## 家族
- 父・石館喜久造 - 薬種商「石館商事」を1901年に創業し、青森市議会議長、青森県会議員も務めた[5]。
- 母・石館みき - 函館の素封家・石館友作の妹[6]。七男二女を儲ける[7]。
- 長男・石館基 - 国立医薬品食品衛生研究所変異原性部長[8]
- 三男・石館光三（1943年生） - 東北大学医学部薬学科卒業後、東京医科歯科大学難治疾患研究所助教を経て米国ミシガン大学に留学、帰国後、同難治研・准教授を経て、帝京平成大学薬学部教授、守三が設立した東京生化学研究会常務理事、専務理事を務める。[6]
- 甥・石館敬三（1936年生） - 姉の子。順天堂大学医学部卒、国立公衆衛生院修了後、東京都庁に入り、東京都保健所長、衛生局・医務部長、福祉保健局・技監、島しょ地域保健医療協議会・会長などを歴任。[6]
- 伯父・石館友作（1872-1950） - 母の兄。函館の実業家で北海道多額納税者[9]。松前郡福山町の酒・味噌・醤油製造業兼郵便局長の資産家・石館兵右衛門の子に生まれ、父親が創業した煉瓦会社「函館製瓦」など家業のほか、函館区会議員、函館商工会議所議員などを歴任、函館貯蓄銀行頭取、北海道銀行重役を務めた[6][9]。長女・喜美は片山国嘉の長男・国幸の妻、二女のはなは、ジョン万次郎の孫で中浜東一郎の長男・清の妻となった[6]。